# Shir Betar
Shir Betar (en español, Canción del Betar) es un poema compuesto por el líder sionista Zeev Jabotinsky en París en 1932. El Shir Betar fue inmediatamente adoptado como el himno del Movimiento Juvenil Sionista Betar. Jabotinsky realizó a través del Shir Betar una llamada a los judíos a recuperar la autoestima y tomar las armas para conseguir el establecimiento de un Estado judío. Entre otros, líderes del Estado de Israel que han militado en Betar han sido el ex primer ministro Menájem Beguín, el ex primer ministro Isaac Shamir, el ex primer ministro Ehud Ólmert, la exministra de Relaciones Exteriores Tzipi Livni y el actual primer ministro Benjamín Netanyahu. 
El poema dice:

Betar,

del abismo de podredumbre y ceniza,

con sangre y sudor,

surgirá un raza generosa,

altiva y cruel.

Betar, la conquistada,

Iodefet, Masada,

se levantarán con fuerza y con Hadar.

Hadar,

el hebreo aún en la pobreza es príncipe.

Esclavo o errante,

naciste hijo de reyes,

con la corona de David coronado.

En la luz o en las sombras,

recuerda la corona,

símbolo de altivez y de lucha.
Luchar,

por sobre todo obstáculo y límite.

Si asciendes o desciendes

en el clamor de la rebelión no importa.

Porque el callar es fango,

sacrifica tu alma y tu vida,

por la belleza escondida.

Morir o conquistar la montaña,

Iodefet, Masada, Betar.

En fonética: 

Betar
Migov ri-cavon vay afar

Badam uvayeza

Yukam lanu geza

Gaon venadiv ve aksar

Betar ha-nilkada, Yodefet, Masada

Taromna beoz ve-Hadar

Hadar

Ivri gam be oni ben sar

Im eved im helech

No sarta be melech

Beketer David ne etar

Baor u-va-seter

Zachor et ha-keter

Ateret gaon ve-Tagar

Tagar

Al kol ma-atzur umetzar

Im ta-al o-teret

Ve lahav ha-meter

Sa esh le-hazit

"Ein Davar"

Ki sheket hu refesh

Hafker dam va-nefesh

lema-an hahod hanistar

La-amut o likbosh et hahar

Yodefet Masada Betar

En hebreo original:

בֵּיתָר -

מִגֹּב רִקָּבוֹן וְעָפָר

בַּדָּם וּבַיֶּזַע

יוּקַם לָנוּ גֶּזַע

גָּאוֹן וְנָדִיב וְאַכְזָר,

בֵּיתָר הַנִּלְכָּדָה,

יוֹדֶפֶת, מַסָּדָה,

תָּרֹמְנָה בְּעֹז וְהָדָר.

הָדָר -

עִבְרִי גַּם בְּעֹנִי בֶּן-שַׂר,

אִם עֶבֶד, אִם הֶלֶךְ -

נוֹצַרְתָּ, בֶּן-מֶלֶךְ

בְּכֶתֶר דָּוִד נֶעֱטָר.

בָּאוֹר וּבַסֵּתֶר

זְכֹר אֶת הַכֶּתֶר -

עֲטֶרֶת גָּאוֹן וְתַגָּר.

תַּגָּר -

עַל כָּל מַעֲצוֹר וּמֵצָר!

אִם תַּעַל אוֹ תֵּרֵד -

בְּלַהַב הַמֶּרֶד

שָׂא אֵשׁ לְהַצִּית, אֵין דָּבָר:

כִּי שֶׁקֶט הוּא רֶפֶשׁ,

הַפְקֵר דָּם וָנֶפֶשׁ

לְמַעַן הַהוֹד הַנִּסְתָּר!

לָמוּת אוֹ לִכְבֹּשׁ אֶת הָהָר –

יוֹדֶפֶת, מַסָּדָה, בֵּיתָר.